# Modibougou
Modibougou est une commune de Mauritanie située dans le département de Kobenni de la région de Hodh El Gharbi.

## Géographie
Situé à 30 km au sud de Kobenni, le chef-lieu du département, Modibougou est à 5 km à l'ouest et 10 km au nord de la frontière malienne, marquée à cet endroit par la petite enclave malienne de Gogui dans le territoire mauritanien.

## Santé et éducation
Modibougou accueille un poste de santé.